# 阿萨拉区
阿萨拉区（波斯語：‎），是伊朗北部厄尔布尔士省卡拉季县的一个区(bakhsh)。依照2006年统计，总人口18,856，共5,407户。阿萨拉区辖有1市（阿萨拉市）、3乡（阿萨拉乡、内萨乡、阿达兰乡）。